# Liste der Naturdenkmale in Kleinblittersdorf
Die Liste der Naturdenkmale in Kleinblittersdorf nennt die auf dem Gebiet der Gemeinde Kleinblittersdorf im Regionalverband Saarbrücken im Saarland gelegenen Naturdenkmale.

## Naturdenkmale
| Bild                          | Bezeichnung                 | Ort                                              | Beschreibung                                                                            | Art | Nr.                                |
| ----------------------------- | --------------------------- | ------------------------------------------------ | --------------------------------------------------------------------------------------- | --- | ---------------------------------- |
| BW                            | 1 Mammutbaum                | Kleinblittersdorf 49° 9′ 18″ N, 7° 2′ 33″ O)     | In den Parkanlagen hinter dem Hanns-Joachim-Haus                                        |     | ND-284-RVS-KBL (ex: D 5.10.001 ND) |
| BW                            | Rutschfläche im Muschelkalk | Kleinblittersdorf 49° 8′ 21,5″ N, 7° 2′ 54,2″ O) | Ostrand des Steinbruchs an „Helles-Mühle“, 200 m östlich der Saar                       |     | ND-285-RVS-KBL (ex: D 5.10.004 ND) |
| BW                            | 1 Eiche                     | Kleinblittersdorf 49° 7′ 53,8″ N, 7° 3′ 7,9″ O)  | An der Nordostecke des Bergwaldes am Feldwirtschaftsweg von Rilchingen nach Auersmacher |     | ND-286-RVS-KBL (ex: D 5.10.006 ND) |
| BW                            | Feuchtgebiet „Salzbrunnen“  | Kleinblittersdorf 49° 10′ 20,3″ N, 7° 1′ 44″ O)  | nördlich der Ziegelei                                                                   |     | ND-006-RVS-KBL (ex: D 5.10.007 ND) |
| mehr Fotos \| Fotos hochladen | Feuchtgebiet „Entenpfuhl“   | Kleinblittersdorf 49° 9′ 58,7″ N, 7° 3′ 32,8″ O) | südlich Auberg am Dragonerweg                                                           |     | ND-007-RVS-KBL (ex: D 5.10.008 ND) |